# Hooggebergtegrasland van de Drakensbergen
Het hooggebergtegrasland van de Drakensbergen is een WWF-ecoregio die de hoogste bergen van de Drakensbergen omvat. De ecoregio ligt daarmee over de grens tussen Zuid-Afrika en Lesotho in het gebied dat de waterscheiding vormt tussen de rivieren die naar de westkust en de Atlantische Oceaan stromen zoals de Oranjerivier en de rivieren als de Tugela die naar het zuidoosten stromen en uitkomen in de Indische Oceaan. De ecozone ligt boven de 2.500 meter met als hoogste piek 3.480 meter. Het is een boomloos gebied dat soms Afroalpien genoemd wordt, soms zelfs als toendra beschreven wordt.
Toch is er wat lager op de berg soms elementen van het fynbos terug te vinden en er is maar weinig overeenkomst met de Afroalpiene gebieden in Oost-Afrika, hoogstens maar 20 plantensoorten. Er zijn veel (zo'n 400) endemische plantensoorten zoals Helichrysum palustre die alleen in dit hooggebergte aangetroffen wordt en Aloe polyphylia die een endemische plant van Lesotho is. 
Er is ook endemische fauna, zoals de rivierkikvorsen Rana dracomontana, R. vertebralis, en Stronglopus hymenopus en de hagedissen Pseudocordylus langi,  Tropidosaura cottrelli en T. essexi. 
Onder de vogels is de piepersoort Anthus hoeschi endemisch.
Een deel van de ecoregio is beschermd door het grensoverschrijdende park Maloti-Drakensberg-vredespark.

## Galerij

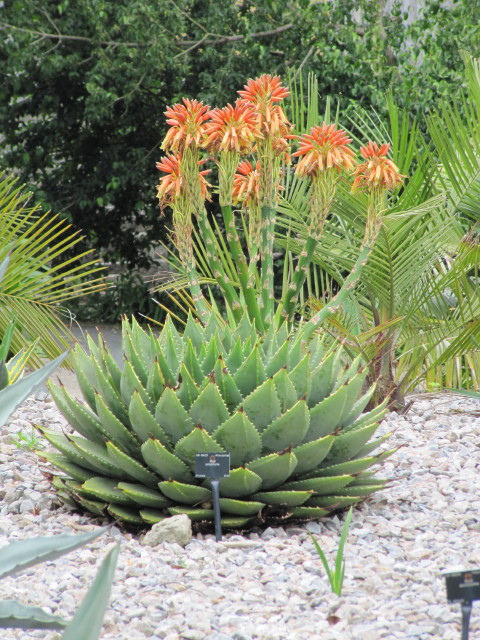
Aloe polyphylla
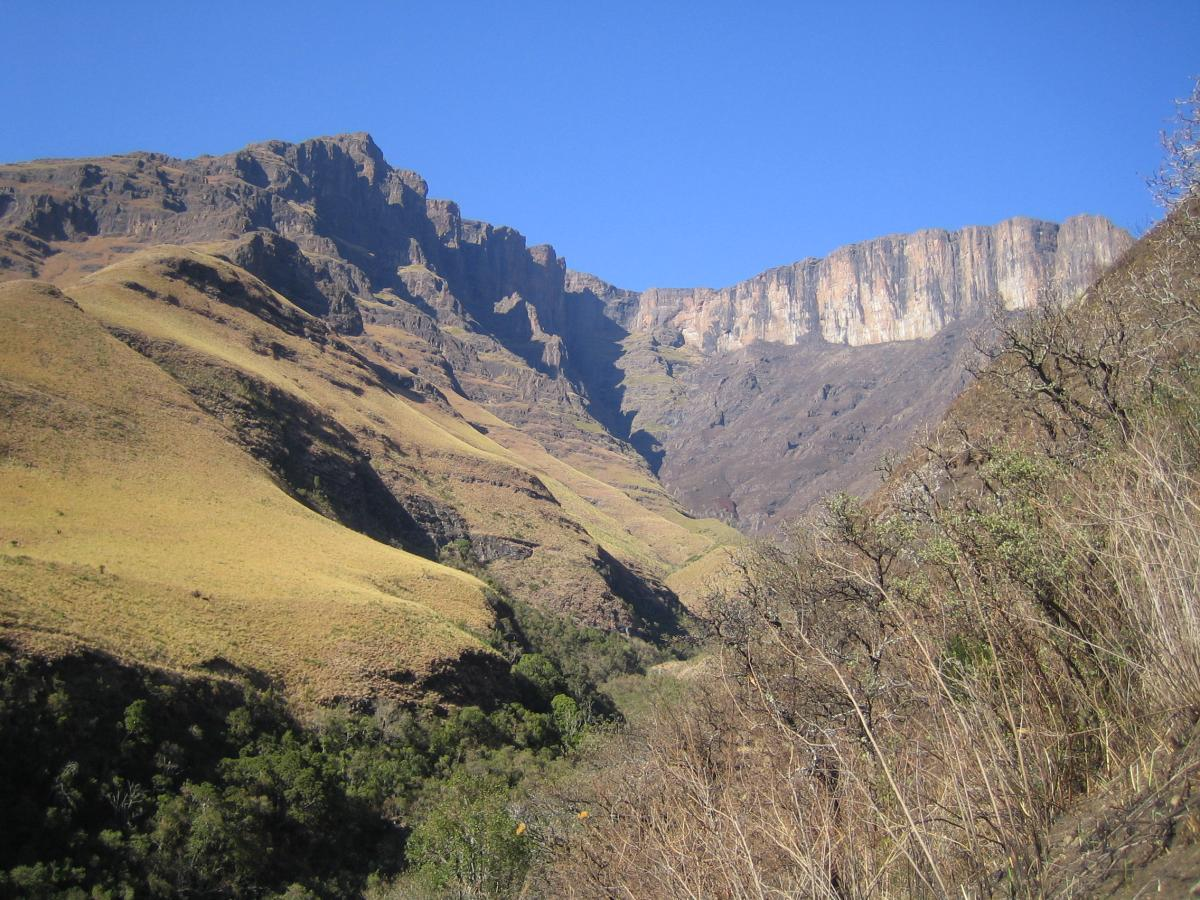
Hoge Drakensbergen
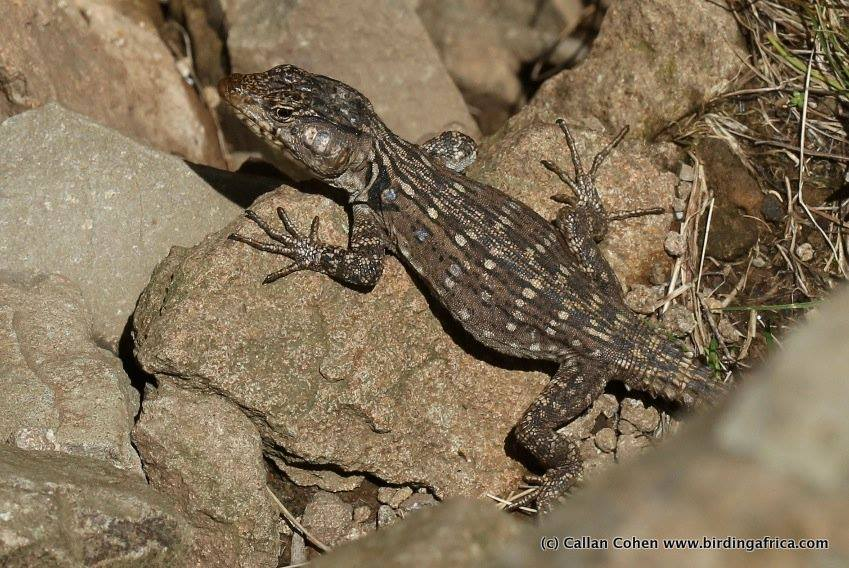
Pseudocordylus langi
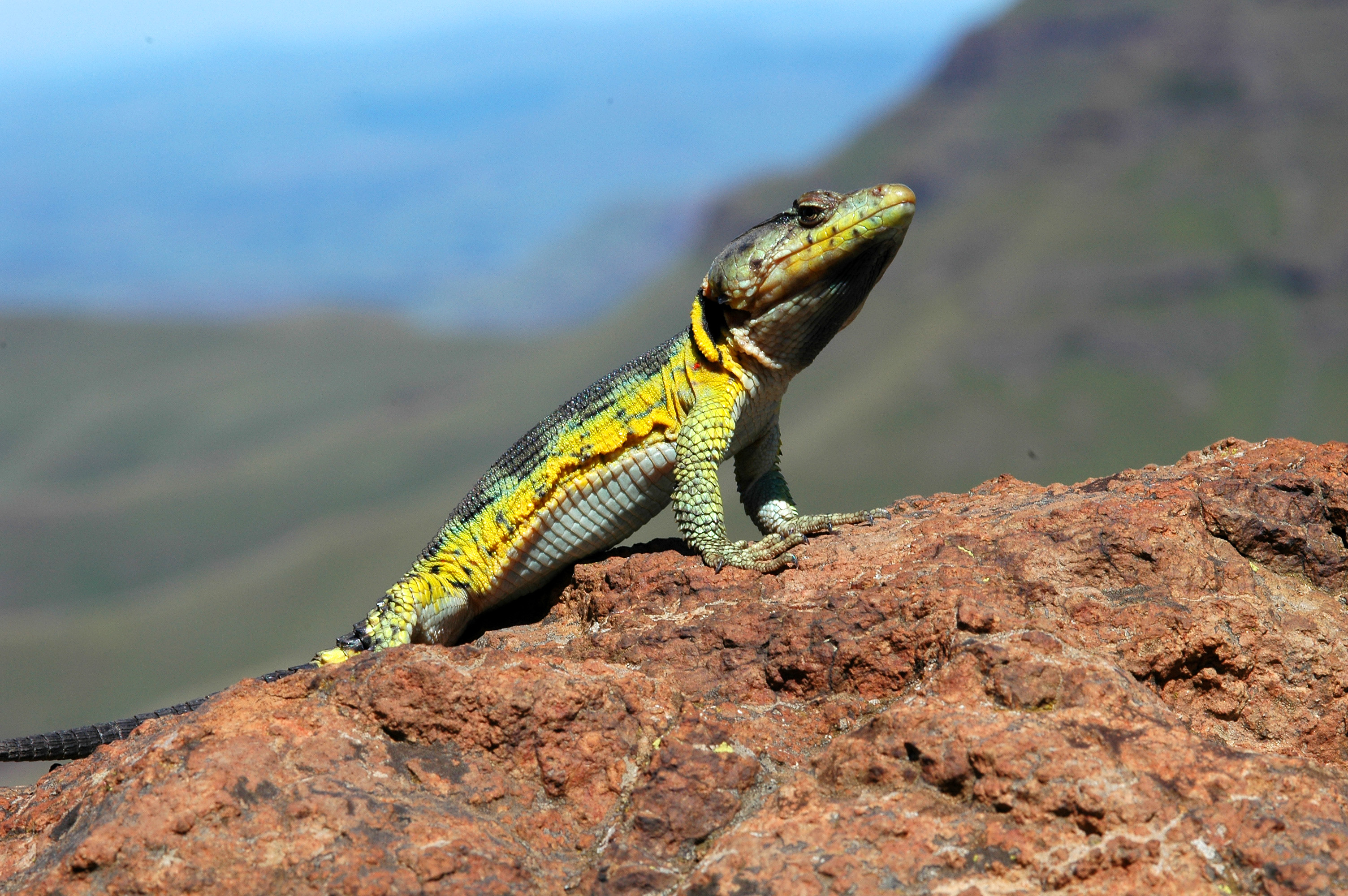
Pseudocordylus melanotus subviridis
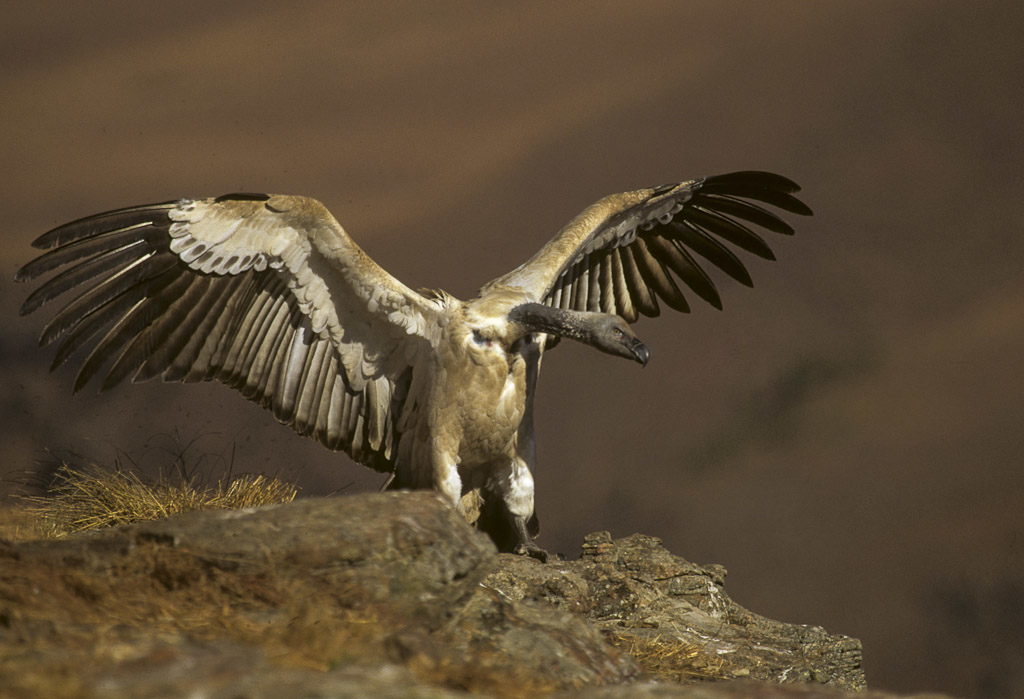
Gyps coprotheres
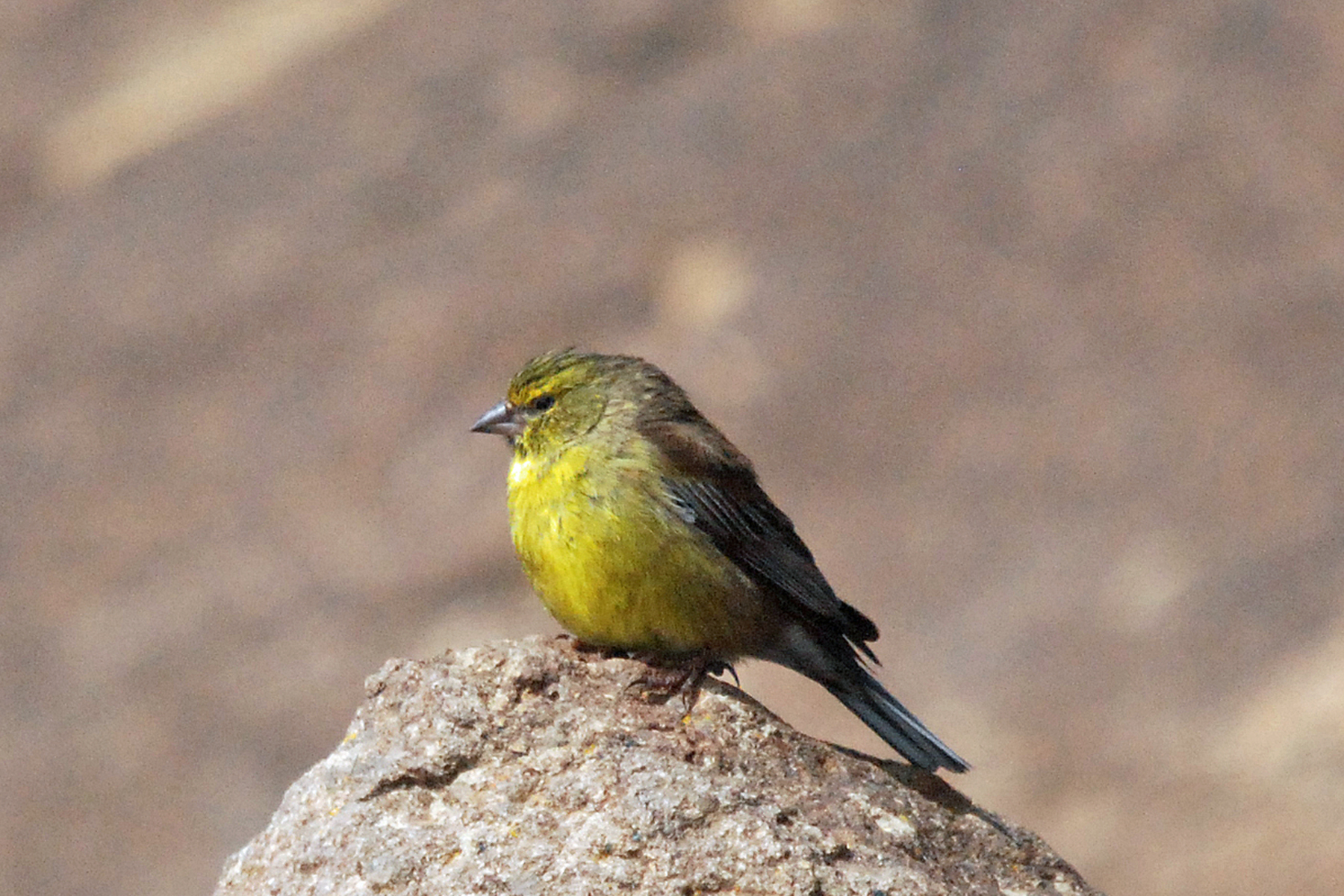
Pseudochloroptila symonsi mannetje
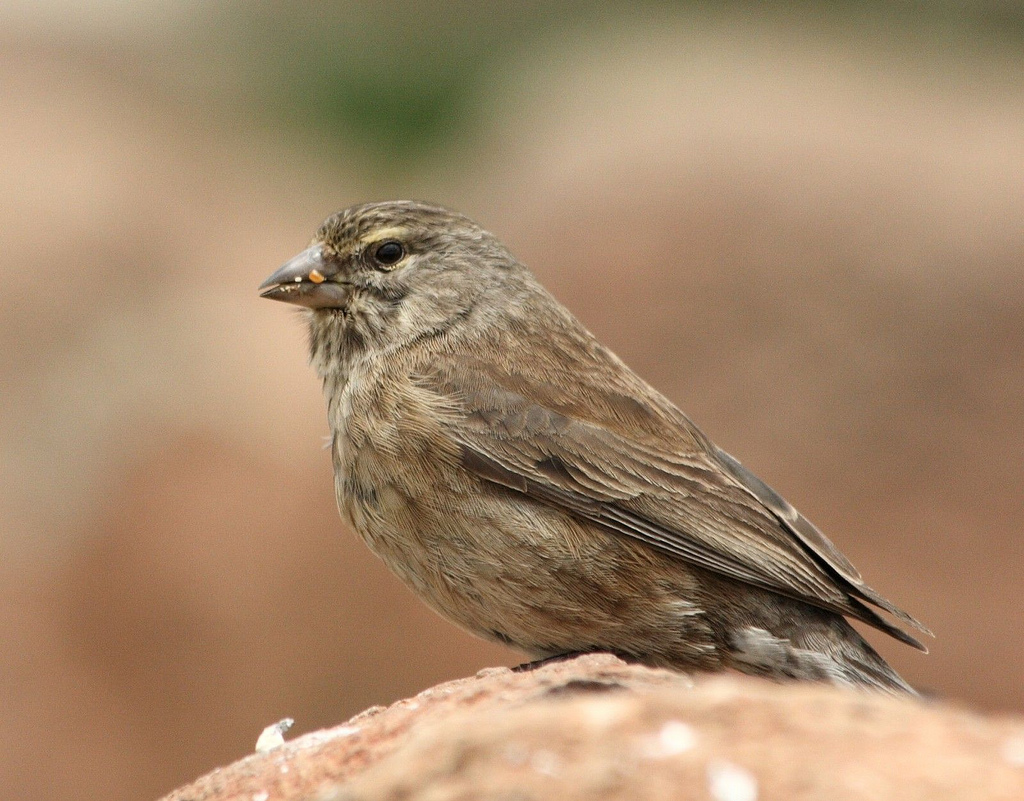
Pseudochloroptila symonsi vrouwtje
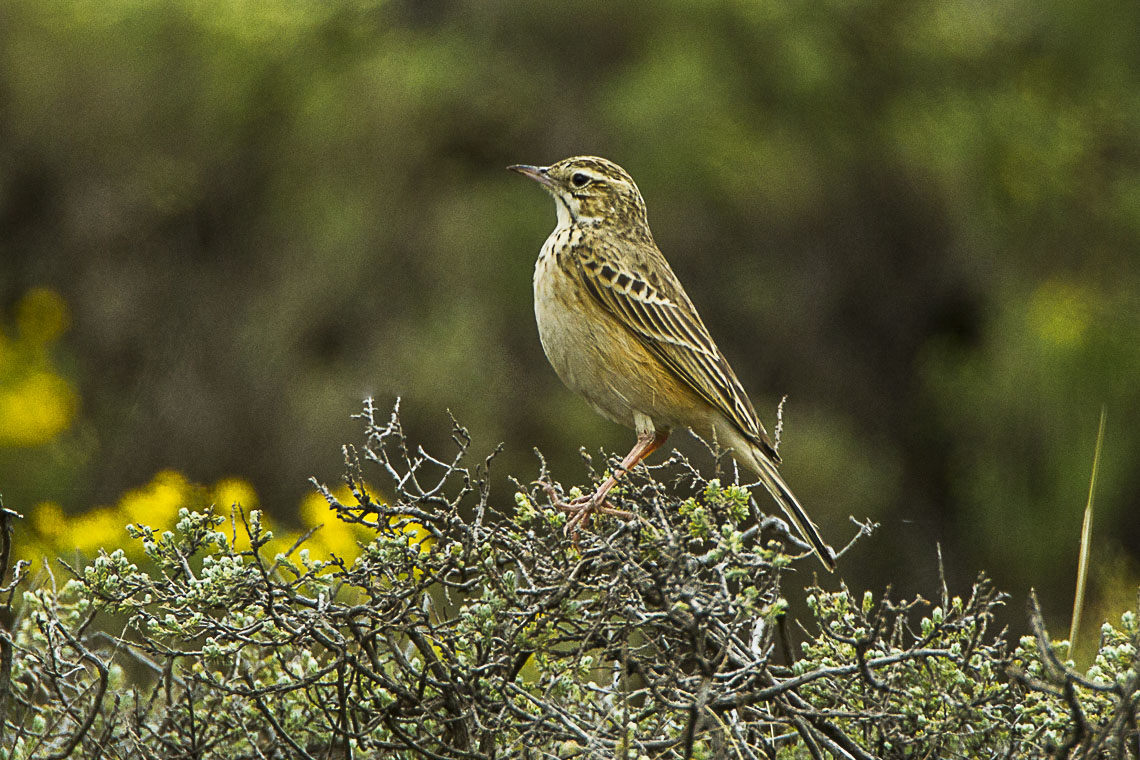
Bergpieper

AT0115 Bergwouden · 
AT0116 Kustbossen · 
AT0119 Maputaland · 
AT0708 Kalahari bosland · 
AT0717 Bosveld · 
AT0725 Mopanebosland · 
AT1003 Hoge Drakensbergen · 
AT1004 Lage Drakensbergen

AT1009 Hogeveld · 
AT1012 Pondoland · 
AN1104 Marioneiland · 
AT1201 Zuurveld · 
AT1202 Laag fynbos · 
AT1203 Hoog fynbos · 
AT1309 Kalahari droge savanne · 
AT1314 Nama-Karoo · 
AT1322 Succulenten-Karoo · 
AT1405 Mangrovebossen